# Fortune (Canada)
Fortune is een gemeente (town) in de Canadese provincie Newfoundland en Labrador. De gemeente ligt in het westen van het schiereiland Burin aan de zuidkust van het eiland Newfoundland. De haven van Fortune heeft de enige vaste veerbootverbinding met de eilandengroep en Franse overzeese gemeenschap Saint-Pierre en Miquelon.

## Geografie
Fortune bevindt zich in het westen van het schiereiland Burin. De plaats ligt 4 km ten zuidwesten van Grand Bank en is net als die plaats bereikbaar via provinciale route 220. In zuidwestelijke richting is de dichtstbij gelegen plaats Point May, op een rijafstand van 22 km.
Ten zuiden van het dorp bevinden zich het Outside Reservoir en het Inside Reservoir. Deze twee stuwmeren zorgen voor de watervoorziening van zowel Fortune als Grand Bank.

### Geologie en fossielen
Net ten westen van de dorpskern liggen de kliffen van Fortune Head, die een beschermde status hebben vanwege hun waardevolle fossielen. Fortune Head geldt bij geologen als de golden spike voor het Fortunien, een geologisch era dat naar het plaatsje vernoemd is. Het Fortunien (541–529 miljoen jaar geleden) kent geologisch groot belang aangezien het niet alleen het begin van het Cambrium, maar ook dat van het Paleozoïcum markeert.

## Demografie
Demografisch gezien is Fortune, net zoals de meeste afgelegen dorpen op Newfoundland, aan het krimpen. Tussen 1981 en 2021 daalde de bevolkingsomvang van 2.473 naar 1.285. Dat komt neer op een daling van 1.188 inwoners (-48%) in 40 jaar tijd.
| Demografische ontwikkeling van Fortune tussen 1951 en 2021                 |
| -------------------------------------------------------------------------- |
|                                                                            |
| Bron: Statistics Canada (1951–1986, 1991–1996, 2001–2006, 2011–2016, 2021) |

### Taal
In 2021 hadden vrijwel alle inwoners van Fortune het Engels als moedertaal en was iedereen er die taal machtig. Hoewel slechts vijf mensen (0,4%) het Frans als moedertaal hadden, waren er vijftien mensen die die andere Canadese landstaal konden spreken (1,2%). Vrijwel niemand was anno 2021 een andere taal dan het Engels of Frans machtig.

## Galerij

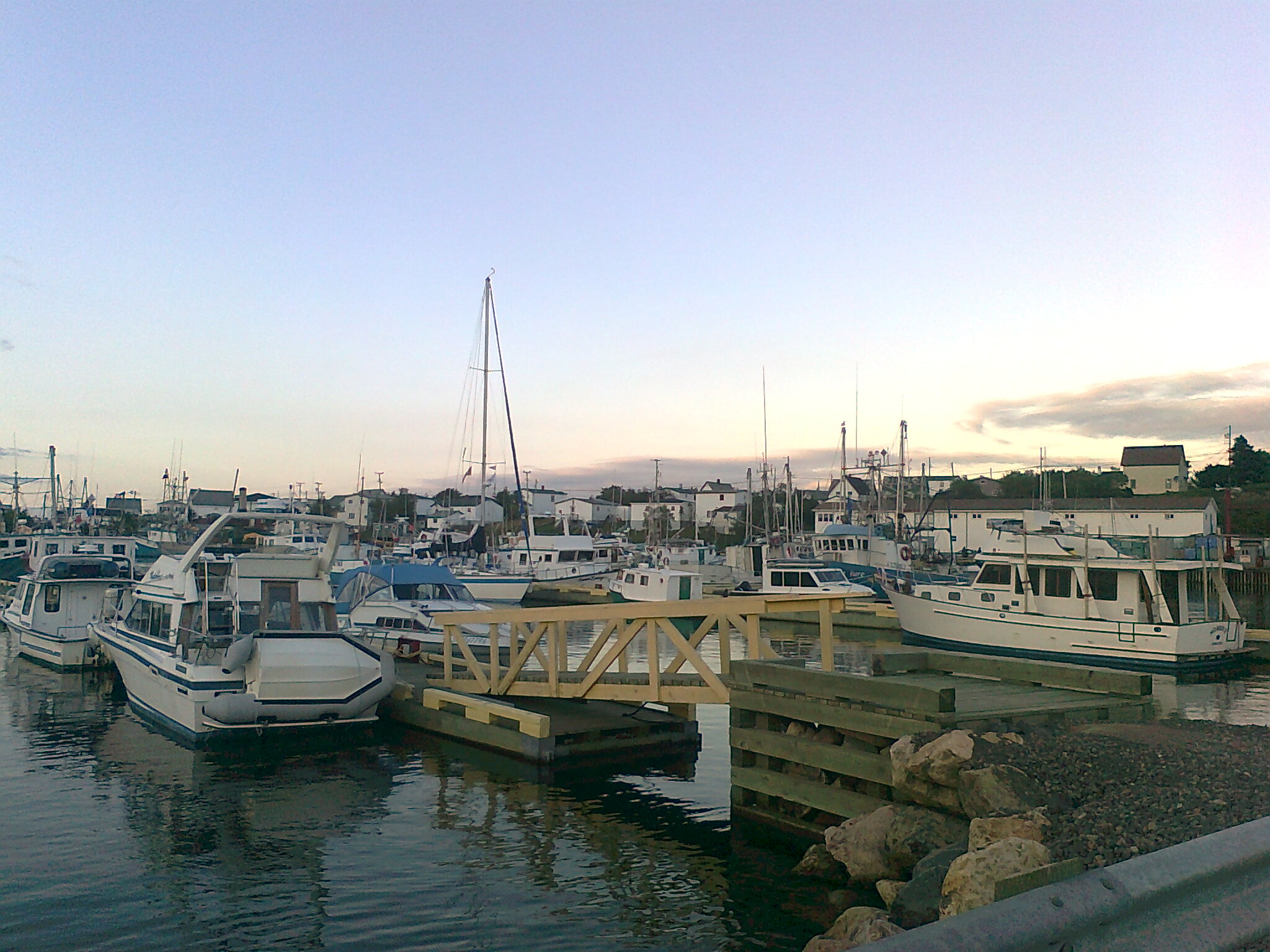
De haven van Fortune
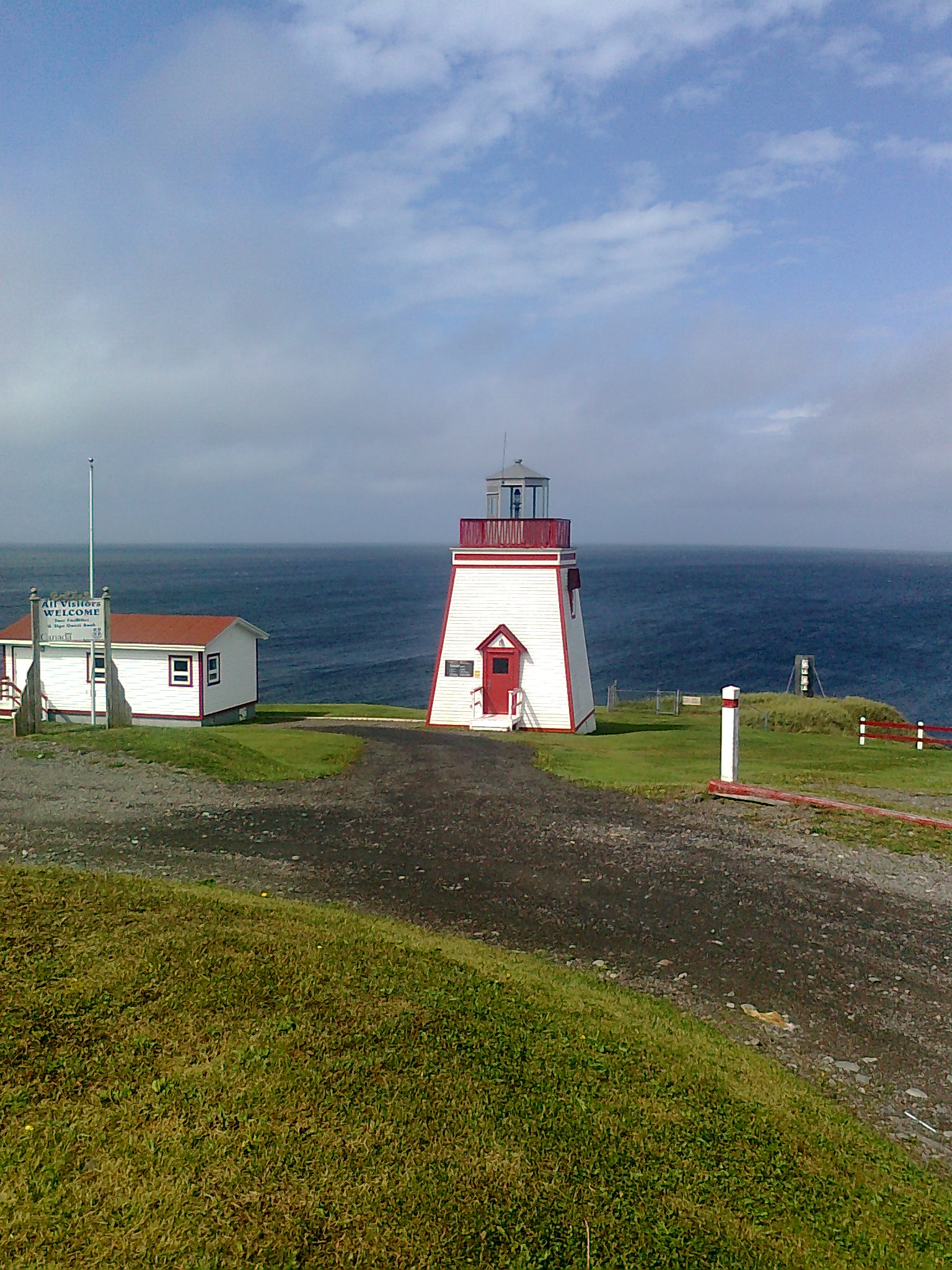
Vuurtoren van Fortune
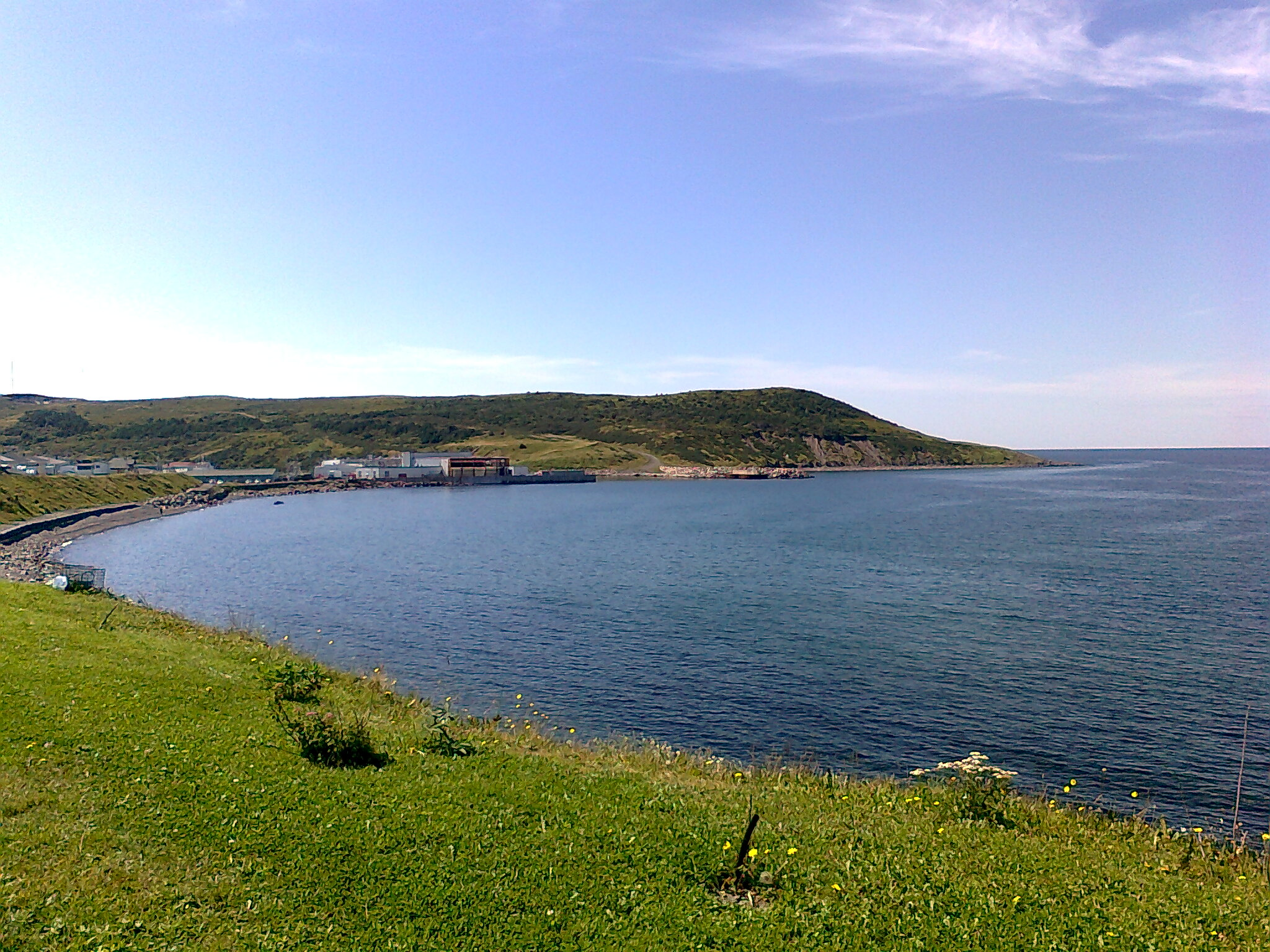
Rand van het plaatsje
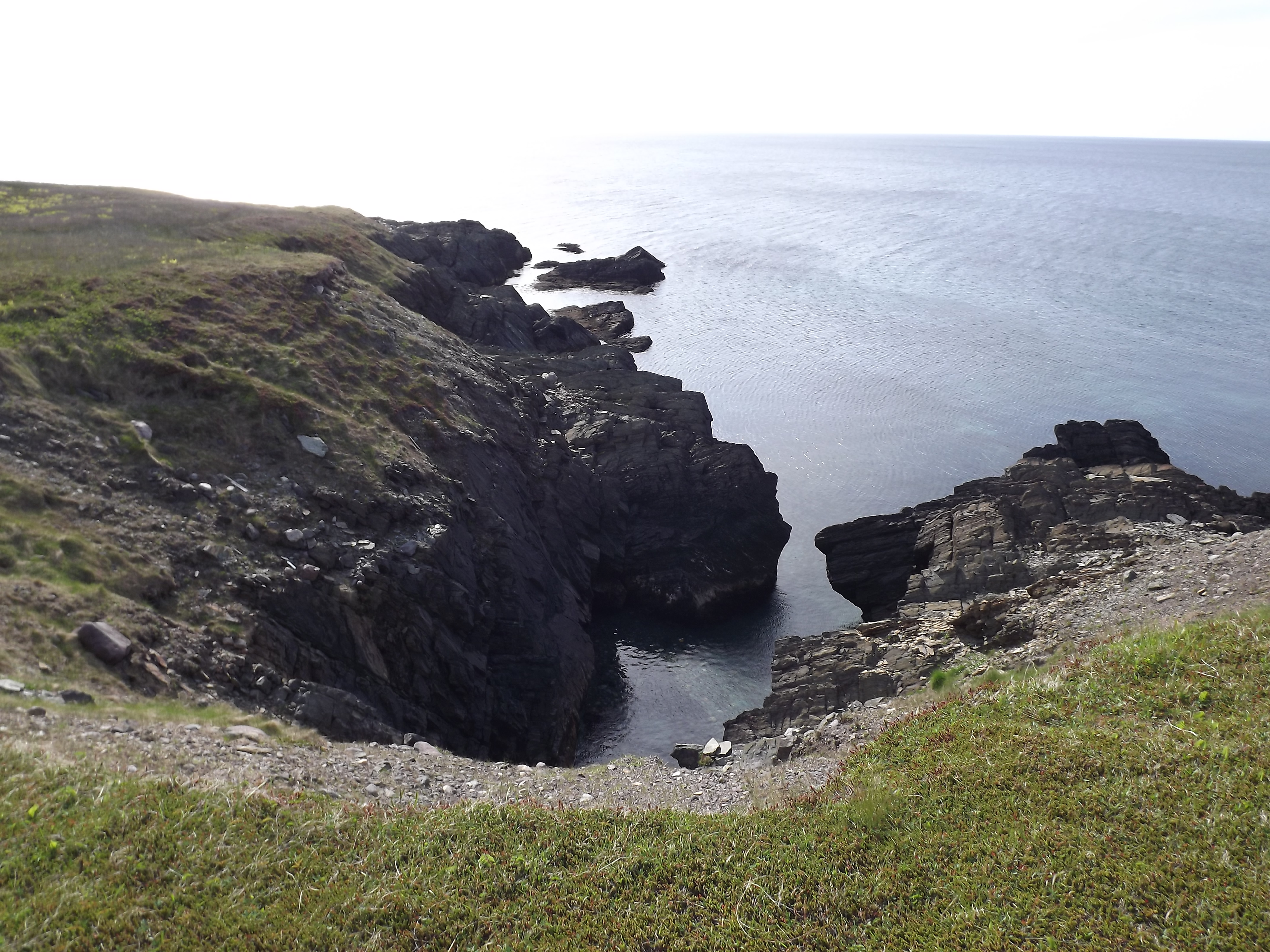
Rotsformatie aan de rand van de gemeente